# Kakaoskinn
Kakaoskinn (Luellia recondita) är en svampart som först beskrevs av H.S. Jacks., och fick sitt nu gällande namn av K.H. Larss. & Hjortstam 1974. Enligt Catalogue of Life ingår Kakaoskinn i släktet Luellia,  och familjen Hydnodontaceae, men enligt Dyntaxa är tillhörigheten istället släktet Luellia,  och familjen Atheliaceae. Arten är reproducerande i Sverige. Inga underarter finns listade i Catalogue of Life.